# Louise Vesth
Louise Vesth (* 18. März 1973) ist eine dänische Filmproduzentin. Ihr Kurzfilm Om natten wurde 2008 für einen Oscar in der Kategorie Bester Kurzfilm nominiert.

## Leben und Wirken
Louise Vesth erlangte 1995 an der Aarhus School of Business einen Bachelor-Abschluss in Wirtschaftswissenschaften. Danach war sie zwei Jahre für die Produktionsfirma Jutlandia Film tätig, bevor sie die Den Danske Filmskole besuchte. 2001 schloss sie das Studium als Produzentin ab.
Anschließend produzierte Vesth mehrere Filme für die dänische Filmproduktionsfirma Zentropa, beginnend 2002 mit dem Kinderfilm Nenn mich einfach Axel, der unter anderem für den Robert nominiert wurde und bei der Berlinale 2003 den Großen Preis des Deutschen Kinderhilfswerkes gewann.
Von 2005 bis 2009 produzierte sie die dänische Sitcom Klovn sowie im Folgejahr einen darauf basierenden Kinofilm. Klovn: The Movie gewann den Publikumspreis beim Robert Festival, wurde für den Bodil nominiert und war in Dänemark der erfolgreichste Film des Jahres 2010. Eine weitere Fernsehproduktion Vesths war der 2008 auf TV 2 ausgestrahlte TV-Adventskalender Mikkel og guldkortet.
Vesth arbeitete unter anderem erfolgreich mit dem dänischen Regisseur Christian E. Christiansen (* 1972) zusammen. Für ihren 2007 produzierten Kurzfilm Om natten (internationaler Titel: At Night), in dem drei an Krebs leidende junge Frauen Weihnachten gemeinsam in einer Klinik verbringen, wurden Vesth und Christiansen im Folgejahr mit einer Oscar-Nominierung ausgezeichnet. Weiterhin schufen sie Filme wie das Drama Råzone, den Kinderfilm Zoomer und den Thriller ID:A – Identität anonym.
Die European Film Promotion zählte Vesth 2008 zu den Producers on the Move, d. h. zu den jungen aufstrebenden Filmproduzenten Europas.
2011 war Vesth eine der Produzentinnen von Lars von Triers preisgekröntem Science-Fiction-Filmdrama Melancholia und gewann dafür unter anderem den European Film Award in der Kategorie Bester Film.
Mit dem dänischen Regisseur Nikolaj Arcel produzierte Vesth 2010 die Komödie Die Wahrheit über Männer und 2012 den Historienfilm Die Königin und der Leibarzt. 2013 produzierte sie Lars von Triers Drama Nymphomaniac. Sie ist auch Produzentin einer Reihe von Adler-Olsen-Verfilmungen, in denen Nikolaj Lie Kaas und Fares Fares die Hauptrollen spielen, beginnend 2013 mit Erbarmen, über den im Folgejahr erschienenen Film Schändung (Buchvorlage Schändung), Erlösung (2016; Buchvorlage Erlösung) und Verachtung (2018; Buchvorlage Verachtung). 
2013 wurde Vesth mit dem Erik Ballings Reisestipendium ausgezeichnet, das ein Preisgeld von 50.000 Kronen beinhaltet.

## Filmografie (Auswahl)
- 2002: Nenn mich einfach Axel (Kald mig bare Aksel)
- 2003: Kopps
- 2003: 2 ryk og 1 aflevering
- 2005–2009: Klovn (Fernsehserie, 37 Folgen)
- 2005: Zozo
- 2006: Råzone
- 2007: Faul im Staat Dänemark (Hvordan vi slipper af med de andre)
- 2007: Om natten
- 2007: Ekko
- 2008: Dig og mig
- 2008: Mikkel og guldkortet (Fernsehserie, 24 Folgen)
- 2009: Zoomer: Kleine Spione – Große Geheimnisse (Zoomerne)
- 2009: Das Orangenmädchen (Appelsinpiken)
- 2010: Die Wahrheit über Männer (Sandheden om mænd)
- 2010: Klovn: The Movie
- 2011: Melancholia
- 2011: ID:A – Identität anonym (ID:A)
- 2012: Die Königin und der Leibarzt (En kongelig affære)
- 2013: Nymphomaniac
- 2013: Erbarmen (Kvinden i buret)
- 2014: Lev stærkt
- 2014: Schändung (Fasandræberne)
- 2016: Erlösung (Flaskepost fra P)
- 2018: The House That Jack Built
- 2018: Verachtung (Journal 64)
- 2018: Håbet (Fernseh-Miniserie, 4 Folgen)
- 2021: Dinner for Two (Smagen af sult)
- 2022: Hospital der Geister (Riget, Fernsehserie, 5 Folgen)
- 2023: King’s Land (Bastarden)